# Yungasacris
Yungasacris is een geslacht van rechtvleugeligen uit de familie sabelsprinkhanen (Tettigoniidae). De wetenschappelijke naam van dit geslacht is voor het eerst geldig gepubliceerd in 1950 door Rehn.

## Soorten
Het geslacht Yungasacris omvat de volgende soorten:
- Yungasacris grata Rehn, 1950
- Yungasacris peruviana Rehn, 1950